# カリン・スティーヴン
カリン・スティーヴン（Karin Stephen、1889年3月10日 - 1953年12月12日）は、イギリス出身の精神分析家および心理学者である。

## 若年期と教育

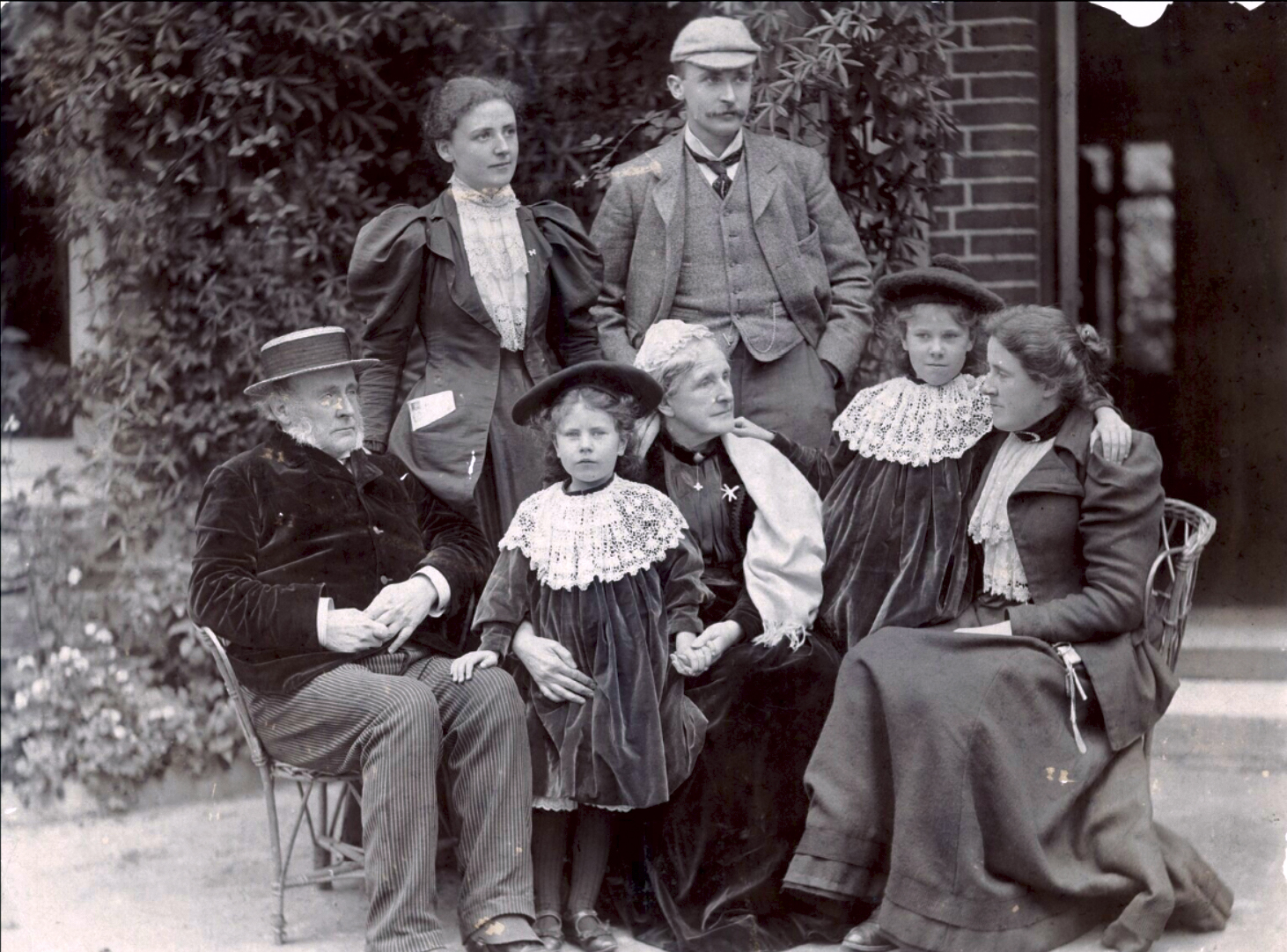
5歳時のカリン・スティーヴンと他のロバート・ピアソル・スミス一家のメンバー（1894年撮影）

キャサリン・エリザベス・コステローとして生まれる。メアリー・ベレンソン（1864年-1945年）の名で有名な母のメアリー・コステローはアメリカ合衆国フィラデルフィア出身のクエーカーであり、父のベンジャミン・フランシス・コーン・コステロー（1855年-1899年）はローマ・カトリック教会に改宗した北アイルランド人である。両親との関係は厳しく、母親はカリンと姉であるレイチェル・ストレイチーがずっと若い頃に夫の許を去っていった。彼女が10歳の時に父親が亡くなったため、その後は姉妹が祖母の面倒を見るようになった。全寮制学校に通っていた頃、ケンブリッジ大学ニューナム・カレッジに通うための奨学金を得た。
1907年にニューナム・カレッジに進級したものの、種々の私的かつ健康上の問題により1年で去ることになった。1909年にニューナム・カレッジに戻って哲学と心理学を学び、1910年に道徳哲学において最高学位を取得した。1914年、ニューナム・カレッジのフェローとなる。

## 経歴
1913年、彼女は他の3名の女性達とともに「ベッブ vs. 法律協会」として知られる訴訟で「法律協会が予備試験への合格を強いるべきではない」と主張したが失敗に終わった。他の3名の女性達はのちに訴訟の名称にもなった法律家のグウィネス・ベッブと、事務弁護士のモード・クロフツ、政治家のルーシー・ネトルフォールドである。
1914年に作家のヴァージニア・ウルフと画家のヴァネッサ・ベルの弟であるエイドリアン・スティーヴンと結婚し、アン（1916年-1997年）とジュディス（1918年-1972年）の娘2人をもうけた。良心的兵役拒否者であった夫婦は酪農場で働いた。酪農場で働くうちに夫婦はジークムント・フロイトの研究に興味を抱き、第一次世界大戦後に精神分析学を実践すべく医師達の許で訓練を受けた。2人はジェームス・グローバーとともに精神分析に励み、クローバーが亡くなった1926年にカリンは精神分析医のシルヴィア・ペインとともに精神分析に勤しんだ。1927年にエイドリアンとカリンは精神分析医の資格を取得し、カリンは精神科病院に勤務した。同じ年に英国精神分析学会の準会員として承認されたカリンは1931年に正会員となった。
スティーヴンは精神分析医として個人開業した。彼女はケンブリッジ大学で精神分析に関する最初の講義を行った。6回の講義は数年に渡って繰り返され、彼女が著した医学教本『精神分析学と医学』を基礎として構成された。のちに難聴と躁うつ病に苦しめられた。1948年に夫が亡くなった後に体調が悪化し1953年に自ら命を絶った。
政治理論学者のレオナルド・ウルフはスティーヴンを「素晴らしきブルームスベリー」であると考えた。
彼女の論文は英国精神分析学会のアーカイブに保管されている。

## 著書
- 『精神の乱用: 主知主義に関するベルグソン対策の研究』, New York: Harcourt, Brace; London: K. Paul, Trench, Trubner, 1922. アンリ・ベルクソンによる序文付き。 『心理学、哲学および科学方法論の国際的蔵書』収蔵。
- 『精神分析学と医学: 病気願望の研究』, New York: Macmillan; Cambridge: The University Press, 1933.
- 『取り込みと投射: 罪悪感と激怒』, British Journal of Medical Psychology 14, pp. 316–31, 1934.
- 『カリン・スティーヴン博士との文通』, コンラッド・ハル・ワディントン著『倫理としての科学』収蔵, London: George Allen & Unwin, 1943.
- 『良心と自尊心との関係』, Psychoanalysis and History 2:1 (2000年2月)